# Camí de Collsuspina a Santa Coloma Sasserra
El Camí de Collsuspina a Santa Coloma Sasserra és un antic rural que uneix el municipi de Collsuspina i el poble rural de Santa Coloma Sasserra, al municipi de Collsuspina, ambdós pertanyents a la comarca del Moianès. Com en el cas de la major part de camins, el nom que els designa és clarament descriptiu. En aquest cas, el camí rep el nom de les dues poblacions o parròquies que enllaça.
Arrenca de l'extrem meridional del poble de Collsuspina, des d'on davalla cap al sud-est, per anar a travessar el torrent de l'Espina a llevant de la masia de Cal Monget, des d'on segueix per la riba esquerra d'aquest torrent cap a la masia de l'Espina, on arriba al cap d'1 quilòmetre, deixant la masia a llevant i al nord. Des d'ella continua cap al sud-sud-est, allunyant-se progressivament de la vall del torrent esmentat per seguir la carena de la masia de l'Espina, que és el contrafort nord de la Serra de Santa Coloma. Segueix tota aquesta carena cap al sud-oest, pel costat nord-occidental, passa al nord i a ponent del Bonifet, travessa el Pla del Forn, i finalment arriba a Santa Coloma Sasserra en un total de 4 quilòmetres.
Neix en el terme de Collsuspina, en un breu tram a la Serra de Santa Coloma és termenal entre Collsuspina i Moià, i acaba el seu recorregut en el terme de Castellcir. En un tram important, aquest camí coincideix amb el GR 177, o Ronda del Moianès.